# Shindisi
Shindisi (în georgiană შინდისი) este un film dramatic georgian din 2019 regizat de Dito Tsintsadze. A avut premiera la Festivalul Internațional de Film de la Shanghai din 2019. A fost propunerea Georgiei pentru cel mai bun film străin la a 92-a ediție a premiilor Oscar, dar nu a fost acceptat. A câștigat Marele Premiu la cel de-al 35-lea Festival Internațional de Film de la Varșovia în 2019.

## Intrigă
Filmul este bazat pe povestea adevărată a sătenilor din Shindisi care s-au ocupat de salvarea soldaților georgieni răniți în ambuscadă de trupele rusești în ciuda încetării focului în timpul războiului ruso-georgian.

## Distribuție
- Dato Bakhtadze
- Goga Pipinashvili